# Pleosphaerellula cornicola
Pleosphaerellula cornicola är en svampart som beskrevs av Naumov & Czerepan. 1952. Pleosphaerellula cornicola ingår i släktet Pleosphaerellula, klassen Dothideomycetes, divisionen sporsäcksvampar och riket svampar.   Inga underarter finns listade i Catalogue of Life.